# Rajna Miklós
Rajna Miklós (Dunaújváros, 1991. június 22. –) magyar válogatott jégkorongozó.

## Pályafutása
Pályafutását a Dunújváros utánpótlás csapatainál kezdte. Majd a Fehérvár AV 19 volt. Sőt még  MAC Újbuda csapatában is szerepelt. Jelenleg az UTE csapatában a 39-es mezszámmal kapus.
2015-ben a Magyar Jégkorong Szövetség az év jégkorongozójának választotta.
2022 májusában két évvel meghosszabbította a szerződését az Újpesttel. A 2022–2023-as Erste Liga szezonban az UTE kiesett a playoff selejtezőjében, így Rajna számára február végén befejeződött a bajnoki év. Azért, hogy továbbra is meccsben maradhasson, kölcsönben a brit Coventry Blaze csapatához került. A Coventryvel a negyeddöntőben búcsúzott. 2023-ban bekerült a világbajnokságon szereplő válogatott utazó keretébe. Néhány nappal a vb kezdete előtt sérülést szenvedett és így kimaradt a csapatból.